# Akkispahta
Akkispahta är ett berg i Finland. Det ligger i Enontekis i landskapet Lappland, i den norra delen av landet, 1 000 km norr om huvudstaden Helsingfors. Toppen på Akkispahta är 731 meter över havet.
Terrängen runt Akkispahta är huvudsakligen lite kuperad.  Trakten runt Akkispahta är nära nog obefolkad, med mindre än två invånare per kvadratkilometer. Det finns inga samhällen i närheten. Omgivningarna runt Akkispahta är i huvudsak ett öppet busklandskap.